# Mordhul
Et mordhul eller meurtrière er et hul i loftet i en portbygning eller en gennemgang i en befæstning, hvorfra forsvarerne kunne skyde, kaste eller hælde skadelige substanser eller genstande – såsom sten, pile, kogende vand, varm sand, brændt kalk eller kogende olie – ned over angribere. Kogende olie blev sjældent brugt på grund af omkostningerne.

## Morderhuller og machicouler
Lignende huller til forsvar, kaldet machicoulis, var ofte placeret i ringmurene på borge, befæstede herregårde og bymure. Brystværnet ville rage ud over konsoller, så hullerne var placeret over murens yderside og dermed gav forsvarerne mulighed for at angribe fjender ved murens fod. Den primære forskel mellem disse to funktioner er deres placering. Morderhuller var placeret på indersiden af borge og andre befæstede bygninger ved indgangspartiet. Deres formodede formål var at afskrække (eller dræbe) angribere, når de først havde trængt ind gennem murene. Det er dog også blevet foreslået, at de i nogle tilfælde også kunne have tjent mere prosaiske funktioner, såsom kommunikation mellem etager. For eksempel er morderhullet i Audley's Castle i County Down, Nordirland, ikke placeret over hovedindgangen, men over adgangen til et indvendigt rum.

## Placering
I beboelsestårne, som ofte betragtes som små borge, er det mest almindeligt, at disse funktioner findes over forhallen – effektivt svarende til placeringen over en portbygning i en rigtig borg. Det er værd at bemærke, at de fleste, hvis ikke alle, morderhuller kun giver et begrænset udsyn til forhallen nedenfor, hvilket understøtter idéen om, at de også kunne have haft andre anvendelser. Dog er morderhuller blevet beskrevet forskellige steder inden i befæstede bygninger, og der findes ingen helt pålidelig formel for deres placering. Morderhullet i Tully Castle, County Fermanagh, Nordirland, er placeret midt på første sal i bygningen, vest for en skillemur og gennemborer hvælvet i den nederste sal.